# Bobakkerne og Halen
Bobakkerne og Halen er et fredet landskab på nordenden af halvøen Helnæs ved vestkysten af Fyn på cirka 57 hektar. Området er fredet af flere omgange, senest i 1965 for at forhindre grusgravning og sommerhusbyggeri, og staten har overtaget det meste af det fredede areal. 
Fra  Bobakkerne strækker en velbevaret ås sig mod nordøst  ud på Halen, der afsluttes med strandsøen Flødebøtten ved nordspidsen af Helnæs.   Området rummer en rig flora og insektfauna og i Flødebøtten yngler vadefugle som strandskade, vibe og klyde.  Området er en del af Natura 2000-område nr. 124 Maden på Helnæs og havet vest for.
Naturstyrelsen gennemførte i årene 2010 - 2013 et naturgenopretningsprojekt støttet af EU-programmet LIFE+ i Bobakkerne og på Maden for  at forbedre naturtilstanden og bevaringsstatus for naturtyperne eng, mose og overdrev, og forbedre bevaringsstatus for orkidéen mygblomst
og padderne strandtudse og stor vandsalamander.  Ved Bobakkerne indebar det bl.a.  en udvidelse af naturområdet, hvor  14 ha tidligere landbrugsarealer mod syd, blev omdannet til  græsland, der med årene ventes at udvikle sig til overdrev.